# Lied der Mutter Courage
Das Lied der Mutter Courage, auch als Geschäftslied der Mutter Courage bezeichnet, ist ein von der Titelfigur gesungenes Lied in dem Drama Mutter Courage und ihre Kinder von Bertolt Brecht. Die Strophen des Liedes verteilen sich über mehrere Szenen des Stücks und charakterisieren die Protagonistin des Stücks, die Mutter Courage. Es ist ihr Auftrittslied im ersten Bild und markiert zugleich das Ende der Handlung im letzten Bild, schafft also einen Rahmen für das Drama.
Den Text des Liedes hat Bertolt Brecht wahrscheinlich Ende 1939 im schwedischen Exil verfasst; für die Aufführung des Dramas hat er einige Veränderungen und Ergänzungen vorgenommen. Die heute verbindliche Musik stammt von Paul Dessau, für die Uraufführung der Mutter Courage 1941 in Zürich hat bereits Paul Burkhard eine Vertonung vorgelegt. Die von beiden Komponisten verwendete Melodie hat jedoch eine längere Geschichte. Brecht hat sie bereits seiner Ballade von den Seeräubern unterlegt, die er 1927 in der Hauspostille veröffentlichte, samt Gesangsnoten in einem Notenanhang. Er hat sie jedoch nicht selbst komponiert, sondern aus einem französischen Chanson übernommen: L’Étendard de la Pitié, wie er selbst angibt.
Das Lied der Mutter Courage war insbesondere in der Nachkriegszeit sehr populär. Brecht war mit dieser Popularität allerdings nicht ganz glücklich, weil er meinte, dies sei aus den falschen Gründen der Fall: Die Bühnenfigur Courage werde zu positiv wahrgenommen. Paul Dessau hat die Melodie des Liedes, die nach dem Erfolg von Mutter Courage und ihre Kinder untrennbar mit Brecht verbunden war, noch ein weiteres Mal verwendet, nämlich als Cantus firmus in seinem Instrumentalwerk In memoriam Bertolt Brecht.

## Entstehungsgeschichte
Brecht schrieb das Lied der Mutter Courage wahrscheinlich im September/Oktober 1939 im schwedischen Exil auf Lidingö, den Angaben seiner engen Mitarbeiterin Margarete Steffin zufolge. Anlässlich der ersten dänischen Aufführung des Dramas gab er zwar im Programmheft an, das Stück sei bereits vor Beginn des Zweiten Weltkriegs in seinem Haus im dänischen Svendborg entstanden; dafür gibt es jedoch keinerlei bestätigende Hinweise.
In einer frühen, nicht exakt zu datierenden Szenenübersicht aus der Entstehungsphase des Stücks wird das Lied bereits erwähnt. Brecht notierte für die erste Szene den Beginn des späteren Refrains („Das Frühjahr kommt“) und das Bibelzitat „Laßt die Toten die Toten begraben“ (vgl. Mt 8,22 , Lk 9,60 ), das auf den Fortgang des Refrains verweist („Der Schnee schmilzt weg/Die Toten ruhn/Und was noch nicht gestorben ist/Das macht sich auf die Socken nun“). Dies begleitete er mit dem Wort „Seeräuber“, das auf seine eigene, 1927 in der Hauspostille veröffentlichte Ballade von den Seeräubern verweist.

### Ursprünge der Melodie: Seeräuberballade und Mitleidsstandarte
Die Ballade von den Seeräubern muss nach dem Zeugnis von Hanns Otto Münsterer spätestens 1918 entstanden sein. Münsterer, ein Jugendfreund Brechts, erinnert sich, dass er das Werk bereits in diesem Jahr gehört hat, zweistimmig von Bertolt Brecht und seinem Bruder Walter Brecht vorgetragen und von beiden mit der Gitarre begleitet. Im Druck wurde sie erstveröffentlicht im Berliner Börsen-Courier am 1. April 1923, dort jedoch ohne Angaben zur Musik. Schließlich fand sie Eingang in die Taschenpostille und die Hauspostille (1926 und 1927), und diesmal auch mit Musik: Die Notenanhänge dieser Gedichtbände enthielten zwei leicht voneinander abweichende Fassungen der Melodie.
In der Anleitung zum Gebrauch der einzelnen Lektionen, seiner Einleitung zur Hauspostille, gab Brecht an, dass die musikalische Ausarbeitung nicht von ihm selbst stammte. Er schrieb: „Die Melodie ist die von L’Etendard de la Pitié.“ Erst 2012 wurde diese Quelle, die lange unbekannt geblieben ist, aufgefunden: Es handelt sich um ein 1905 in Paris gedrucktes Chanson, der von Brecht korrekt wiedergegebene Titel lässt sich als „Die Standarte des Mitleids“ übersetzen. Die Melodie stammt von dem in Maastricht geborenen und in Brüssel lebenden Journalisten und Komponisten Émile Wesly, der Text von dem französischen Schriftsteller und bretonischen Barden Léon Durocher. Das Stück ist ein Hymnus auf die humanitären Leistungen des Roten Kreuzes auf dem Schlachtfeld. Der bretonische Barde Yvonneck hat es als erster interpretiert. Es gibt mindestens zwei zeitgenössische Aufnahmen auf Schellackplatte; gesungen wird das Lied dort von dem belgischen Opernsänger Jean Noté (1905 bei Odéon Paris aufgenommen) und von dem französischen Chansonnier Marcelly (1908 bei Pathé aufgenommen).
Wie Brecht auf diese Melodie gestoßen ist, ist unbekannt. Jedenfalls hat er sie für die Ballade von den Seeräubern übernommen, wenn auch mit einigen Veränderungen vor allem im hinteren Teil der Strophe. Auch in weiteren frühen Liedern Brechts finden sich Elemente der Melodie, insbesondere das charakteristische Eingangsmotiv, nämlich in der ersten Vertonung des Barbara-Songs (für die Brecht und Franz Servatius Bruinier gemeinsam verantwortlich zeichneten) und im Lied der Rosen vom Schipkapaß (für das eine Melodie von Brecht vorliegt). Weslys Melodie ist mit gewissen Veränderungen schließlich in die Vertonungen des Lieds der Mutter Courage übernommen worden.

### Textgeschichte
Den Liedtext hat Brecht im Laufe der Entstehung des Stücks mehrfach überarbeitet. Es lassen sich grob drei Fassungen unterscheiden: ein Typoskript des Dramas, entstanden 1939; das erste Bühnenmanuskript, das für die Uraufführung in Zürich 1941 entstand; und schließlich der Druck in Brechts Reihe Versuche, der wiederum in zwei leicht unterschiedlichen Varianten existiert, vor und nach der Berliner Erstaufführung verfasst, bei der Brecht selbst Regie führte. Dazu kommen noch zwei separate Veröffentlichungen des Lieds in Sammlungen der Courage-Lieder 1948 und 1949, die wiederum geringfügig unterschiedliche Bearbeitungszustände spiegeln.
Die erste Strophe des Lieds hat kaum Veränderungen erfahren, mit einer Ausnahme: Die Anrede, die ursprünglich im Singular stand („Herr Hauptmann, laßt die Trommel ruhen“), wurde vermutlich aus aufführungstechnischen Gründen in den Plural gesetzt („Ihr Hauptleut“). In der zweiten Strophe ersetzte Brecht nach dem ersten Typoskript einige Verse, um sie schärfer zu konturieren; Ähnliches gilt auch für die Schlussstrophe.
Die einschneidendste Veränderung war jedoch die Einfügung einer neuen Halbstrophe vor Strophe 3. Sie passt nicht in das sonst durchgängig gewahrte Strophenmodell, denn sie ist auf die Melodie der Verse 5 bis 8 zu singen, setzt also sozusagen mitten im Lied ein. In den Separatdrucken des Liedes fehlt sie, sie war offenbar ausschließlich für die Aufführungen des Stücks gedacht, für diese aber verbindlich vorgesehen. In diesem Fall hat Brecht selbst die Einfügung begründet: Die Halbstrophe im 7. Bild sollte einer zu positiven Einschätzung der Courage-Figur entgegenwirken. Wesentlich dafür sind besonders die Zeilen: „Der Krieg ist nichts als die Geschäfte/Und statt mit Käse ists mit Blei.“

### Geschichte der Vertonungen
Zunächst sprach Brecht den finnischen Komponisten Simon Parmet auf eine Vertonung seines Dramas an. Er legte dabei großen Wert darauf, dass Parmet die Melodie von L’Etendard de la Pitié für die Vertonung des Liedes der Mutter Courage benutzte. Parmet berichtete darüber nachträglich 1957 in der Schweizerischen Musikzeitung:
„So hatte er [Brecht] sich in eine alte französische Soldatenweise so sehr verliebt, dass er absolut nicht locker ließ, zu fordern, sie solle als eine Art Leitmotivlied in das neue Werk eingehen. Er sang mir die Weise wiederholt vor, pfiff sie und trommelte sie und wurde jedes Mal mehr begeistert von ihrer ungeschlachten Schönheit.“
Parmets Vertonung ist nie aufgeführt worden, die Partitur gilt als verschollen.
Paul Burkhard schrieb 1941 die Bühnenmusik für die Zürcher Uraufführung des Dramas. Beim Lied der Mutter Courage orientierte er sich an Noten, die er offenbar auf Umwegen von Brecht erhalten hat. Es ist nicht klar, ob es sich um Parmets verschollene Vertonung oder um eine von Brecht selbst vorgenommene Zusammenstellung verschiedener Melodievorlagen handelte. Jedenfalls übernahm Burkhard für die Strophen des Liedes die Melodie der Seeräuber-Ballade, komponierte aber für den Refrain eine neue, erheblich abweichende Melodie. Unter anderem änderte er das Tonartverhältnis von Strophe und Refrain. Zudem schrieb er die Instrumentenstimmen für die Bühnenmusik aus.
1943 lernte Brecht im amerikanischen Exil Paul Dessau kennen und trug ihm 1946 Lieder aus der Mutter Courage vor. Für das Lied der Mutter Courage griff er dabei auf die publizierte Melodie der Seeräuberballade zurück. Dessau war irritiert von Brechts „zwar höflichem“ Hinweis, dass er die Dessau banal erscheinende Melodie von L’Étendard de la Pitié für das Lied der Mutter Courage „verwendet haben wolle“ – ihm sei „diese Art Plagiierung“ damals gänzlich fremd gewesen. Er folgte Brechts Wünschen jedoch und vertonte das gesamte Stück „in engster Zusammenarbeit mit Brecht“.
Im August 1946 schloss Dessau eine erste Fassung des Dramas ab, die so genannte „amerikanische Fassung“, die insgesamt zwölf Musiknummern umfasste und Helene Weigel gewidmet war. 1948 begann er für die Berliner Erstaufführung der Mutter Courage mit einer Überarbeitung dieser Komposition, die auch auf die mittlerweile vorgenommenen Textänderungen von Brecht einging.
Dessau änderte im Lied der Mutter Courage nichts an der Tonhöhenfolge von Brechts Vorlage, griff aber stark in Metrum und Rhythmus ein. Er nahm dem Stück den Auftakt (die Melodie setzte nun volltaktig ein) und durchsetzte den Dreivierteltakt mit unregelmäßig eingestreuten Zweivierteltakten. Zudem schrieb er für die Instrumentierung in Absprache mit Brecht ein präpariertes Klavier vor, das so genannte Wanzenklavier oder Gitarrenklavier mit Reißzwecken auf den Filzhämmern.

## Brechts Konzeption von Musik und Songs

### Songform: Musik als Bestandteil des Werks
Brecht hat beim Konzipieren und Schreiben seiner Texte oft bereits den Vortrag im Auge gehabt. Vor allem Gedichte und Songs waren häufig von einer musikalischen Struktur her gedacht. Das trifft auch auf die Mutter Courage zu. Die Bedeutung, die in Brechts Augen den Songs und ihrem Vortrag zukam, lässt sich bereits an der Produktionsgeschichte ablesen. Ein Szenenüberblick aus einem frühen Stadium der Entstehungsgeschichte enthält noch kaum Einzelheiten der Handlung, wohl aber bereits Angaben zu den Songs, die den einzelnen Szenenbildern korrespondieren. So finden sich im ersten Szenenbild einzelne Textschnipsel aus dem späteren Lied der Mutter Courage und das Wort „Seeräuber“ – also ein Verweis auf Brechts eigene, bereits Anfang der 1920er Jahre geschriebene Ballade von den Seeräubern, die im Notenanhang der Hauspostille längst vertont vorlag, dort mit dem Vermerk versehen: „Die Melodie ist die von L’Etendard de la Pitié.“ Das Lied der Mutter Courage ist also von vornherein als Kontrafaktur auf diese Melodie vorgesehen gewesen. Es benutzt entsprechend das Metrum der Seeräuberballade, einen jambischen Vierheber mit einer Zäsur nach dem zweiten Versfuß. Derartige bereits vorgefundene, unterteilte Versformen hat Brecht öfter benutzt (etwa auch in der Erinnerung an die Marie A.); sie gaben ihm die Möglichkeit, die Zäsur als Sinneinschnitt zu nutzen oder frei zu überspielen.
Über die gesamte Entstehungsgeschichte des Stückes hat Brecht seinen Komponisten zwar erhebliche Freiräume gegeben, aber auf bestimmten melodischen, rhythmischen oder allgemein stilistischen Elementen bestanden. Das gilt ganz besonders für das Lied der Mutter Courage, dessen Melodie er allen beteiligten Komponisten nachdrücklich ans Herz legte. Es ging ihm dabei durchaus um den Charakter der Wiedererkennbarkeit.

### Strukturierung durch die Songs
Da Brecht auf die Spannungskurve des klassischen Dramas verzichten will und die einzelnen Szenen keinem strengen Aufbauprinzip folgen, setzt Brecht andere Mittel ein, das Dramas zu strukturieren. Das Wiederaufgreifen des Liedes der Courage vom Anfang am Ende des Stücks bildet eine Art Rahmen, den in der Berliner Inszenierung die Wiederholung des offenen Rundhorizonts des Bühnenbildes unterstützte. Dabei zeigen die beiden Bilder einen deutlichen Gegensatz. Zeigt das erste Bild die Familie vereint auf dem intakten Wagen, so zieht die verelendete Courage am Ende den leeren Wagen allein in den Krieg.

## Analyse des Lieds
Das Lied der Mutter Courage dient als Rahmen für das gesamte Stück und charakterisiert die Protagonistin und ihre Entwicklung. Es besitzt eine Strophe-Refrain-Struktur, der Refrain wird nie abgewandelt.
Die ersten beiden Strophen des Lieds geben Antwort auf die Frage des Feldwebels: „Wer seid ihr?“ Mutter Courage antwortet zunächst „Geschäftsleut“ und beginnt dann zu singen. Sie adressiert dabei direkt die Offiziere und bietet ihnen ihre Waren an.
In der Vorlage des Liedes, Brechts Ballade von den Seeräubern aus den 1920er Jahren, beginnt die Melodie jeweils auftaktig, anfangs mit dem signalartigen fallenden Molldreiklang in Achteln. Während die Strophen offenkundig d-Moll als Tonart zugrunde legen, wechselt der Refrain zur parallelen Dur-Tonart F-Dur. Dieser Wechsel entspricht bei den Seeräubern auch ein Stimmungs- und Tempowechsel: von der schnellen Strophe mit den Fährnissen des Seeräuberlebens zu einem deutlich breiteren, emphatischen Hymnus auf Himmel, Wind und See („O Himmel, strahlender Azur“). Er klingt in einer vierfachen Tonwiederholung aus, die ‚oben‘, auf dem D, hängen bleibt und erst in der folgenden Strophe wieder zum Grundton geführt wird. Brechts Jugendfreund Hanns Otto Münsterer hat kommentiert, dass im Refrain das „Hohelied des triebhaft-hemmungslosen Lebens der Asozialen“ gesungen werde.
Diese Zweiteilung wird durch die Übernahme von Rhythmus und Melodie der Seeräuber-Ballade in das Lied der Mutter Courage eingeschleppt. Auch hier geben die Strophen die düstere Kulisse und teilweise auch den Fortgang der Handlung, der Refrain feiert erneut das anarchische Leben, unbekümmert um den überall drohenden Tod, wie es bereits bei den Seeräubern der Fall war. Die Stilebene ist freilich deutlich tiefer angesiedelt: Hier ist es das nicht totzukriegende Leben, das sich im Frühjahr, falls es „noch nicht gestorben ist“, wieder „auf die Socken“ macht.
In der Verwendung des Hauspostille-Materials spiegelt sich Brechts Neubewertung und Neuaneignung seiner Hymnen aus den frühen 1920ern. 1940 notierte er in sein Arbeitsjournal zu den Hauspostille-Gedichten: „hier erreicht die literatur jenen grad der entmenschtheit, den marx beim proletariat sieht, und zugleich die ausweglosigkeit, die ihr hoffnung einflößt. der großteil der gedichte handelt von untergang, und die poesie folgt er zugrunde gehenden gesellschaft auf den grund. die schönheit etabliert sich auf wracks, die letzte fetzen werden delikat. das erhabene wälzt sich im staub, die sinnlosigkeit wird als befreierin begrüßt. der dichter solidarisiert sich nicht einmal mehr mit sich selber.“ Brecht verlässt seine asozialen Figuren nicht, er verändert aber ihre Bewertung und überträgt sie in einen neuen Kontext. Matthias Tischer kommentiert, was diese Übertragung für das Publikum ausgemacht haben könnte: „Die Strophen des Liedes müssen, verstärkt noch durch die Einprägsamkeit der Melodie, vielen, die gerade aus Bunkern und Kellern hervorgekommen waren und Stück für Stück das Ausmaß der Verheerungen von Krieg und Faschismus vor Augen geführt bekamen, zu Sinnsprüchen und Leitmotiven in Zeiten totalen Sinnverlusts geworden sein.“
Dessau hat die Melodie, vor allem in der Tonhöhenfolge, praktisch unverändert übernommen, aber durch Metrik, Rhythmik, Harmonik und Instrumentation neue Akzente gesetzt. Statt der auftaktigen Achtel beginnt seine Komposition mit volltaktigen Vierteln, unterlegt mit durchgängigen Staccato-Vierteln des begleitenden Gitarrenklaviers mit seiner metallischen Klangfarbe. Der „graziöse Faltenwurf“ der Vorlage wird so beseitigt, sie bekommt eine gewisse „Klobigkeit“, eine stampfende, marschartige Anmutung. Freilich erhält dieser Marsch etwas Fragwürdiges, „schwerfällig Polterndes“ durch die wiederkehrenden unregelmäßigen Einschübe von Zwei-Viertel-Takten und die auffälligen Verkürzungen und Erweiterungen der metrischen Zellen. Es lässt sich nach diesem Marsch nicht gut marschieren. Im Refrain dominiert dann eine auskomponierte Verlangsamung der Melodie durch Hemiolen, d. h. dem fortgesetzten Dreivierteltakt der Begleitung wird in der Melodie faktisch ein Drei-Halbe-Takt entgegengesetzt. Im Finale wird das Tempo noch einmal verbreitert, bis ganze Noten die Zählzeit bilden; es entsteht der Eindruck einer Dehnung, ganz im Sinn des Textes („der Krieg, er dauert hundert Jahre“).
Dazu kommt eine eigenwillige Rhythmik: Die langen Notenwerte liegen in den Strophen auf unbetonten Endsilben (ru-hen, bes-ser), es ergibt sich eine Deklamation wie im Bänkelsang mit „falscher“, sinnwidriger Betonung am Versende, wie sie Brecht bei seinen eigenen Liedvorträgen in den 1920ern ebenfalls pflegte.
Die Harmonik ist eigentümlich verunklarend, wie Fritz Hennenberg festgestellt hat. Dem Molldreiklang der ersten Melodiephrase unterliegt im Bassfundament keineswegs die eigentlich geforderte Tonika e-Moll, sondern ein subdominantischer Akkord a-Moll mit dem Grundton A, der sich mit den Melodietönen reibt. Dieser Akkord wird 13 Takte hindurch unablässig wiederholt, während sich im Diskant der Begleitung unterschiedliche harmonische Funktionen abwechseln (Tonika, Subdominantparallele, Dominante). Durch dieses Zugleich der harmonischen Funktionen entsteht der Eindruck einer „falschen“ Begleitung. Der Melodie werden die eigentlich von ihr verlangten harmonischen Funktionen vorenthalten. Die entstehenden „Mehrterzenverbände“ sind ein Charakteristikum der Dessau’schen Liedkompositionen. Auch dieses Mittel trägt zum Eindruck der Unendlichkeit des Marsches bei; einen regulären Verlauf von Spannung und Entspannung gibt es nicht mehr.
Dessau hat zudem Trompetensignale in den Satz eingebaut, die durch ihr „penetrant Gleichbleibendes“ auffallen. Im letzten Refrain komen zwei Piccoloflöten hinzu, die fallende Kleinsekundfloskeln spielen – „Seufzerketten“, ein Motiv aus der barocken Klangrede, das emblematisch getragenen Schmerz ausdrückt (etwa bei Johann Sebastian Bach). Sie werden freilich ihrer barocken Schönheit entkleidet, indem sie im Septimabstand geführt werden, was heftige Reibungen ergibt (Tischer spricht vom „Kreischen der Piccoloflöten“). Die Instrumentation hat durchaus bildhaften Charakter: der unendliche, in stampfenden Vierteln begleitete, wenn auch stolpernde Marsch, die Trompetensignale als Befehlschiffren, die Flöten als Landsknechtsinstrumente.
Matthias Tischer deutet diese Charakteristika als „Symbole und Embleme der gleichzeitigen Fragwürdigkeit und Unveränderlichkeit des Krieges“, und Gerd Rienäcker präzisiert, man höre hier „das Unendliche des Marschschritts, in dem die grausigen Worte vom Kriege, der noch an die ‚hundert Jahr‘ dauert, ihre symbolisierende Bestätigung finden“.

## Weitere Verwendungen der Melodie
Schon unmittelbar nach Abschluss der „amerikanischen Fassung“ 1946 begann Paul Dessau an einer Umsetzung der Bühnenmusik in ein reines Instrumentalstück in Form einer Suite zu arbeiten. Am 8. Mai 1948 stellte er die Partitur der Suite fertig. Sie war für 15 Instrumente vorgesehen: zwei Flöten, drei Hörner, drei Trompeten, drei Posaunen, Harmonika, präpariertes Klavier und Pauken. Das Autograph ist erhalten, wurde jedoch nicht veröffentlicht. Der erste Satz trägt den Titel Marschfantasie  und benutzt das Lied der Mutter Courage. 1956/1957, nach Brechts Tod, ging das Stück in den zweiten Satz von Dessaus Komposition In memoriam Bertolt Brecht ein. Dieser Satz ist mit einem Courage-Zitat Der Krieg soll verflucht sein! benannt; die Melodie des Lieds der Mutter Courage bildet hier eine Art Cantus firmus. Die Kontrapunkte zu diesem Thema sind ebenfalls aus Teilen der Bühnenmusik zusammengesetzt.